# Jeff Quinn
Jeff Quinn  (nacido el 23 de octubre de 1957) es un actor porno estadounidense. Ha aparecido en varias películas gay como tantas en las de bisexual. Fue muy activo en la industria pornográfica.
Quinn (conocido como Rhett Routley) fue 'Hombre del Mes' durante diciembre de 1985

## Filmaciones
- Big Guns
- Bigger Than Life
- Giant Splash Shots II
- Hot Rods: Young & Hung II
- Inch by Inch
- Innocence Lost